# Pavel Nikolaevič Rak
Pavel Nikolaevič Rak (in russo Павел Николаевич Рак?; Karpilovka, 23 agosto 1910 – Barysaŭ, 30 giugno 1944) è stato un militare sovietico.
Ufficiale carrista dell'Armata Rossa, di origine ucraina, si distinse, alla testa di reparti di carri armati del 3º Corpo corazzato delle guardie, durante la Seconda guerra mondiale sul Fronte orientale. 
Cadde in battaglia durante l'operazione Bagration, nel corso dei violenti scontri a Borisov il 30 giugno 1944, mentre combatteva con il suo carro armato isolato nel centro della città. Ricevette alla memoria il riconoscimento di Eroe dell'Unione Sovietica, come gli altri due carristi dell'equipaggio del carro armato che morirono insieme a lui.

## Biografia
Pavel Rak, nato il 23 agosto 1910, era originario del villaggio di Karpilovka, nell'Oblast di Poltava, all'epoca nella Repubblica Socialista Sovietica Ucraina, all'interno dell'Unione Sovietica. Di modeste origini, non completò gli studi secondari ed entrò in un Kolchoz, iniziando a lavorare come stalliere prima di diventare conducente di trattori. In breve tempo divenne dirigente di una brigata di trattori e capo della cooperativa di consumo della fattoria collettiva. 
All'inizio della Seconda guerra mondiale sul Fronte orientale, nel 1941, Rak, che era divenuto membro del Partito Comunista dell'Unione Sovietica, si arruolò nell'Armata Rossa e, per la sua esperienza con le macchine cingolate, venne inviato a frequentare i corsi della Scuola delle truppe corazzate di Saratov, dove divenne ufficiale inferiore assegnato al 7º Corpo corazzato. Nel corso della guerra Rak partecipò alla battaglia di Stalingrado e, dopo la vittoria, divenne tenente e comandante di un plotone di carri armati T-34 sempre nel 7º Corpo corazzato che aveva assunto la nuova denominazione di 3º Corpo corazzato delle guardie. Nel 1943 il tenente Rak prese parte con i suoi carri armati alla battaglia del Dnepr e alla liberazione di Smolensk.

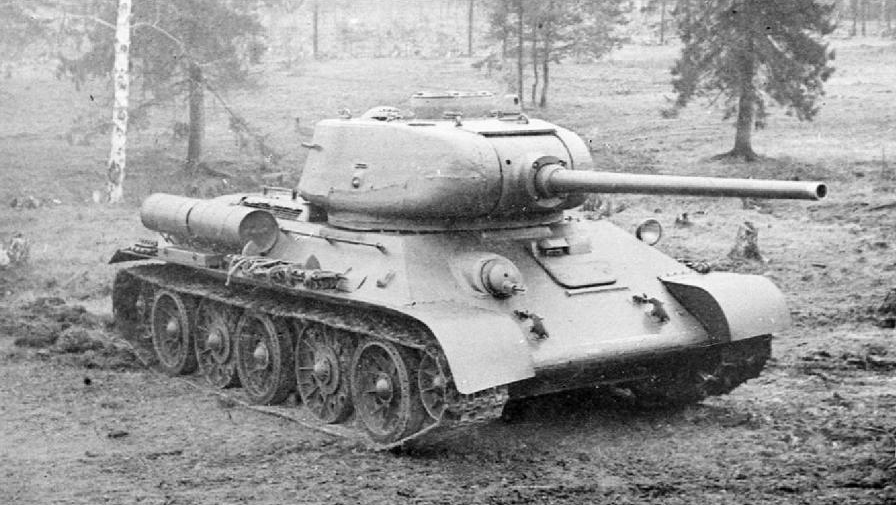
Un carro armato T-34/85 equipaggiato con il cannone D-5T, come quello del tenente Rak nella battaglia a Borisov.

Il 22 giugno 1944 ebbe inizio la grande operazione Bagration pianificata dall'Armata Rossa per liberare la Bielorussia e distruggere il Gruppo d'armate Centro; dopo lo sfondamento del fronte nemico da parte delle armate del 3º Fronte bielorusso, e l'inizio dell'avanzata in profondità delle riserve corazzate sovietiche della 5ª Armata corazzata delle guardie, il 29 giugno 1944, il 2º battaglione della 3ª brigata del 3º Corpo corazzato delle guardie, che comprendeva anche il plotone di carri armati del tenente Pavel Rak, fu incaricato di conquistare di sorpresa il ponte pià importante sulla Beresina a Borisov e difendere la posizione raggiunta fino all'arrivo delle forze principali, garantendo in questo modo il passaggio del fiume. Il tenente Rak guidava un carro armato T-34/85 equipaggiato con il cannone del tipo D-5T da 85 mm che era particolarmente ingombrante all'interno della torretta del mezzo corazzato. Di conseguenza i T-34/85 armati con questo tipo di cannone avevano solo quattro uomini di equipaggio e in alcuni casi, come ricorda nelle sue memorie il famoso veterano Aleksandr Fen, protagonista anche lui nell'operazione Bagration, i carri sovietici entrarono in battaglia con equipaggi incompleti ancora più ridotti, facendo a meno dell'operatore radio/mitragliere. Questo fu anche il caso del carro armato del tenente Rak che entrò in combattimento in Bielorussia con solo tre uomini a bordo: Pavel Rak capocarro e operatore radio-artigliere, il carrista Aleksej Danilov, caricatore del cannone principale, e il carrista Alekandr Petraev, meccanico-pilota del carro armato. 
Nella notte del 30 giugno 1944, il gruppo di testa del 2º battaglione, costituito da quattro carri armati T-34/85 tra cui quello del tenente Rak, si avvicinò rapidamente al ponte sulla Beresina e tentò di effettuare il passaggio di sorpresa sotto il fuoco del nemico; la resistenza tedesca, costituita da alcuni reparti della 5. Panzer-Division appena arrivati, fu decisa ed efficace: il carro di punta, guidato personalmente dal comandante del battaglione, capitano Alekandr Selin, riuscì ad attraversare il ponte ma venne subito colpito dal fuoco dell'artiglieria tedesca e si incendiò, tutti gli uomini d'equipaggio morirono. Il carro del tenente Rak e dei carristi Danilov e Petraev era il secondo della colonna e passò il ponte alla massima velocità riuscendo anche a neutralizzare una unità di artiglieria tedesca e prendendo posizione sulla riva occidentale, ma gli ultimi due carri armati, guidati dal tenente Kuznetsov e dal tenente Yunaev, furono entrambi colpiti e incendiati dai tedeschi ancor prima di essere riusciti ad avvicinarsi al ponte. Il ponte sulla Beresina era stato preventivamente minato dai tedeschi e i genieri della 5. Panzer-Division, dopo questo violentissimo combattimento, lo fecero saltare in aria.

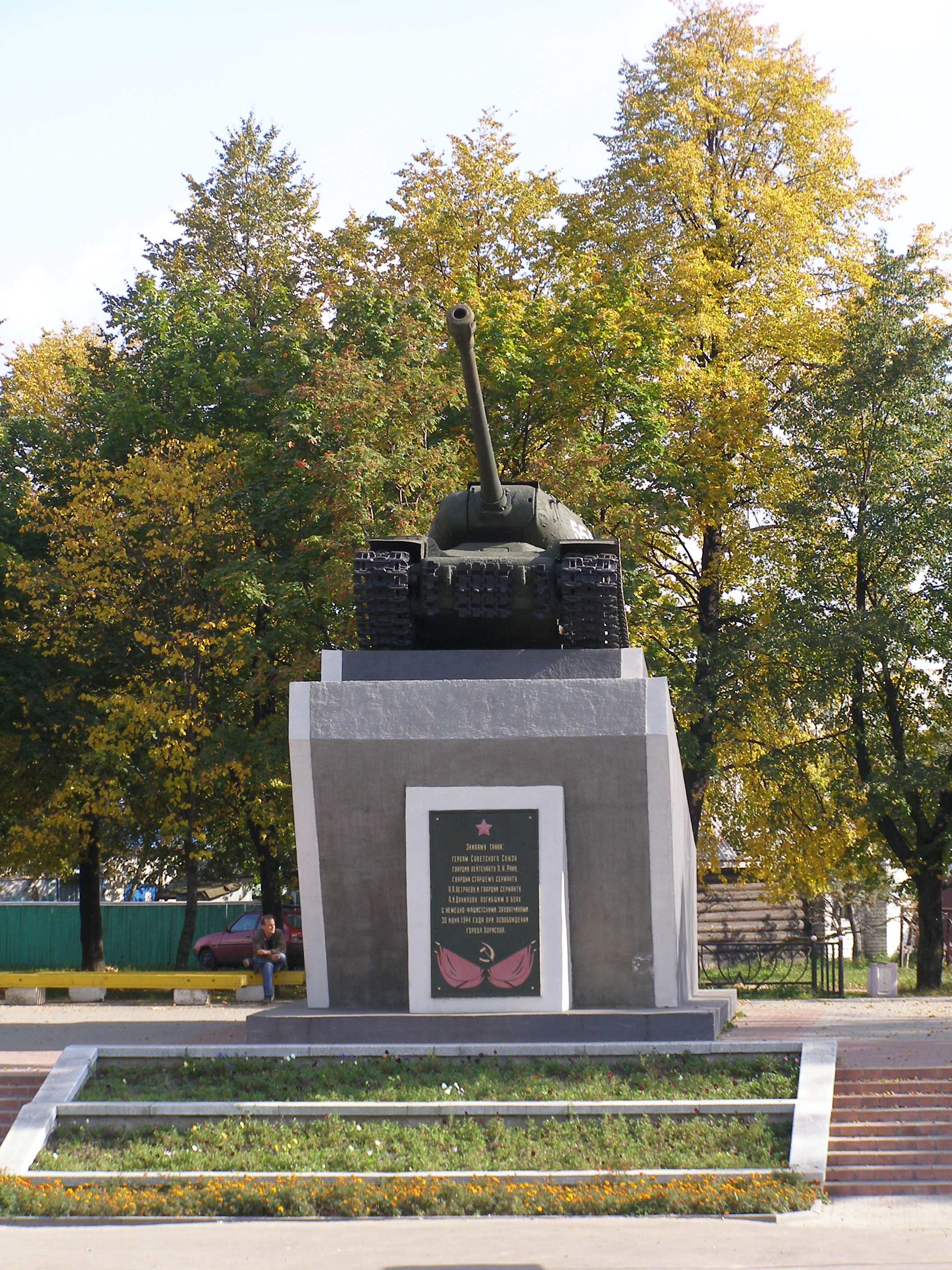
Il monumento dedicato al tenente Pavel Rak a Borisov.

Il carro armato del tenente Rak rimase quindi isolato sulla riva occidentale della Beresina senza possibilità di immediati soccorsi; i carristi sovietici non tentarono di ripiegare, si batterono coraggiosamente e distrussero un semicingolato tedesco e una batteria antiaerea, quindi Rak decise di far avanzare il suo carro armato in profondità nelle difese tedesche, sfruttando l'oscurità della notte. Il T-34/85 inizialmente rimase fermo e mimetizzato tra le rovine di Borisov, quindi l'equipaggio, dopo una breve ricognizione, decise di irrompere direttamente nel centro della città. Il carro armato raggiunse audacemente prima l'edificio sede del posto di comando tedesco, dove aprì il fuoco colpendo la costruzione e distruggendo due autoveicoli del personale, quindi, ormai all'alba, arrivò alla stazione ferroviaria dove sparò contro le locomotive e il materiale ferroviario riuscendo a interrompere i movimenti dei treni in partenza da Borisov verso ovest. Venne distrutta dal fuoco del carro armato sovietico anche una seconda unità di artiglieria tedesca. 
La situazione di Rak e dei suoi uomini stava però diventando sempre più pericolosa; con le luci del giorno era ormai impossibile evitare uno scontro diretto contro i mezzi corazzati tedeschi dentro Borisov. Rak, Danilov e Petraev combatterono per molte ore da soli una disperata battaglia tra le rovine della città, distruggendo mezzi nemici e uccidendo numerosi soldati tedeschi, contribuendo in questo modo alla vittoria dell'Armata Rossa che nel frattempo stava combattendo per liberare Borisov. Il carro armato continuò a combattere fino alla 15.30 del pomeriggio del 30 giugno 1944, quando, dopo sedici ore di combattimenti isolati, venne infine colpito e distrutto dal fuoco dei mezzi corazzati tedeschi. Rak, Danilov e Petraev morirono all'interno del loro T-34 incendiato e completamente distrutto.
Il 1 luglio 1944, le unità del 3º Corpo corazzato delle guardie riuscirono finalmente ad entrare in forze a Borisov e liberarono la città; i tedeschi si ritirarono in disordine verso Minsk. I soldati sovietici poterono quindi individuare il carro bruciato del tenente Rak e i corpi carbonizzati dei tre uomini di equipaggio furono estratti dai resti del mezzo corazzato distrutto. Rak venne riconosciuto per il braccialetto dell'orologio che portava al polso. Secondo le testimonianze successive dei loro compagni, gli altri equipaggi dei carri armati sovietici non avevano informazioni su cosa fosse successo al mezzo corazzato del tenente Rak; furono ascoltati i rumori di una battaglia in corso dentro Borisov, ma nessuno immaginò che un carro armato da solo fosse in combattimento all'interno della città. Si era convinti che anche il carro di Rak, Danilov e Petraev fosse stato immediatamente distrutto nel tentativo apparentemente fallito di irruzione della notte. Dopo aver liberato Borisov, gli altri carristi sovietici furono quindi molto sorpresi di trovare al centro della città i resti del carro armato che sembrò essere stato distrutto da un proiettile di grosso calibro esploso a distanza molto ravvicinata. 
Dopo la fine della battaglia a Borisov, i corpi dei tre uomini dell'equipaggio furono sepolti vicino alla autostrada per Minsk. Il 24 marzo 1945, i carristi, tenente capocarro Pavel Rak, autista-meccanico Aleksandr Petraev e artigliere-radioperatore Aleksej Danilov, ricevettero alla memoria il titolo di Eroe dell'Unione Sovietica, per il loro coraggioso comportamente nella battaglia del 29-30 giugno 1944 per la città sulla Beresina.

## Ricordo
L'eroica impresa dei tre uomini del carro armato T-34/85 dentro Borisov è stata celebrata e ricordata nel corso degli anni, prima in Unione Sovietica e poi in Russia e Bielorussia. Sulla riva destra della Beresina, a Borisov, è ancora presente un monumento in ricordo dell'equipaggio del tenente Rak; su un piedistallo in pietra è stato posizionato simbolicamente un carro armato pesante JS II, mentre nel locale Museo di storia e tradizioni c'è una sezione dedicata alla storia del tenente Rak e il suo carro armato. Una scuola e una strada della città di Borisov sono ancora intitolate a Pavel Rak, mentre una targa commemorativa è stata installata nella sua terra natale del villaggio di Karpilovka. 
Per disposizione del Ministero della difesa dell'Unione Sovietica, Pavel Rak venne inserito per sempre nei ranghi d'onore della quinta compagnia del reggimento corazzato delle guardie degli "immortali".